# Julie Ege
Julie Ege właśc. Julie Dzuli (ur. 12 listopada 1943, zm. 29 kwietnia 2008) – norweska modelka i aktorka.
Urodziła się w 1943 roku w Sandnes w Norwegii. W 1958 roku rozpoczęła prace jako modelka. W 1962 roku została wybrana Miss Norwegii. W 1967 roku wyemigrowała do Wielkiej Brytanii. Pojawiła się na okładkach wielu magazynów takich jak: „Playboy”, Penthouse, „Play-Lady”, „Parade” czy „Celebrity Sleuth”. W 1969 roku zadebiutowała jako aktorka w norewskim filmie niskobudżetowym „The Sky and the Ocean”. Największy rozgłos przyniosła jej rola Skandynawki w filmie z Jamesem Bondem pt. W tajnej służbie Jej Królewskiej Mości (1969). Zagrała oprócz tego w blisko 20 filmach, m.in. w hammerowskim horrorze Legenda siedmiu złotych wampirów (1974). W 1978 roku powróciła do Norwegii i osiedliła się w Oslo. Zmarła w 2008 roku na raka płuc.
Była dwukrotną rozwódką. Miała dwoje dzieci.